# Félix Vieuille
Félix Vieuille (15 octobre 1872, Saujon – 28 février 1953, Saujon) est une basse française d'opéra qui chanta pendant plus de 40 ans à l'Opéra-Comique à Paris pendant la première moitié du XXe siècle. Félix Vieuille créa des rôles de plusieurs premières mondiales, entre celui d'Arkel dans Pelléas et Mélisande de Claude Debussy en 1902 qu'il chanta 208 fois. Vieuille possédait une voix riche et une solide technique qui l'aidèrent à rester en activité de nombreuses années. Sa voix est préservée dans de nombreux enregistrements chez Odeon, Lyrophon et Beka.

## Biographie
Félix Vieuille est le fils de Jean Félix Vieuille, négociant puis inspecteur d'assurance, et de Laetitia Marie Esther Bridier. Il étudie au Conservatoire de Paris avec Léon Achard et Alfred Giraudet. Il fit ses débuts dans le rôle de Leporello dans le Don Giovanni de Mozart en 1897 à Aix-les-Bains. Il se joignit à l'Opéra-Comique en 1898 où il commença par chanter des rôles secondaires jusqu'à son premier grand rôle en Arkel lors de la création de Pelléas et Mélisande de Claude Debussy en 1902. Debussy fut content de l'interprétation de Vieuille. Dans une lettre à Dufranne (qui chante Golaud), il écrivait « Vous et Vieuille êtes les deux seuls à avoir compris et interprété avec justesse mes buts et intentions artistiques ».
Vieuille continua à chanter les premiers rôles à l'Opéra-Comique jusqu'en 1940. Il créa des rôles dans plus de vingt premières mondiales. Il continua à chanter Arkel   à l'Opéra-Comique jusqu'en 1933, et de 1930 à 1933, il chanta ce rôle au côté de son neveu le baryton Jean Vieuille qui interprétait le docteur.
En outre, Vieuille joua au Manhattan Opera House à New York en 1908 et 1909 à l'invitation d'Oscar Hammerstein I. Il y chanta entre autres Arkel dans la première américaine de Pelléas et Mélisande. Il se produisit également à l'opéra de Zurich en 1917.

## Rôles créés[5]
- Chiffonnier dans Louise (Charpentier) 1900
- Walter dans Le Juif polonais (Erlanger) 1900
- Arkel dans Pelléas et Mélisande (Debussy) 1902
- Charlemagne dans La Fille de Roland (Rabaud) 1904
- Jean-Pierre dans Les Pêcheurs de Saint-Jean (Widor) 1905
- Toussaint dans L’Enfant Roi (Bruneau) 1905
- Le roi dans Le Roi aveugle (Février) 1906
- Eurylaque dans Circé (Paul & Lucien Hillemacher) 1907
- Barbe-Bleue dans Ariane et Barbe-Bleue (Dukas) 1907
- Maître Pierre dans Le Chemineau (Leroux) 1907
- Etchemendy dans Chiquito (Jean Nouguès) 1909
- Macduff dans Macbeth (Bloch) 1910
- Mucien dans Bérénice (Magnard) 1911
- Mattelinn dans La Lépreuse (Lazzari) 1912
- Chrestus dans La Danseuse de Pompéï (Jean Nouguès) 1912
- van Hulle dans Le Carillonneur (Leroux) 1913
- Sultan de Khaitan dans Mârouf, savetier du Caire (Rabaud) 1914
- L'Evêque dans Béatrice (Messager) 1917
- The priest Siang dans Ping-Sin (Charles-Henri Maréchal) 1918
- Philippe Strozzi dans Lorenzaccio (Ernest Moret) 1920
- Estéban dans  Dans l'ombre de la cathédrale (Hüe) 1921
- Beau-père dans Le pauvre matelot (Milhaud) 1927
- Jonathas dans La Peau de chagrin (Charles Levadé) 1929
- Don Pédro dans Le Sicilien (Omer Letorey) 1930

## Enregistrements
Félix Vieuille a enregistré plusieurs opéras dont des trios de Faust avec Enrico Caruso, Geraldine Farrar et Emilio de Gogorza en 1908.